# Nuorttit Rávdojávri
Der Nuorttit Rávdojávri ist ein See in der Kommune Kautokeino im Fylke Finnmark im äußersten Norden Norwegens und liegt in den Mittelgebirgshügeln im Süden der norwegischen Landschaft Finnmark nur 500 m von der finnischen Grenze entfernt. Er gilt als die entfernteste Quelle der Kárášjohka, eines der beiden Quellflüsse der Tana.
Der See liegt im Anárjohka-Nationalpark und ist umgeben von einer weitgehend unberührten Tundra-Landschaft. Die nächste Straße befindet sich im 31 km entfernten Dorf Näkkälä der Gemeinde Enontekiö in Finnland.